# Luftlandegeschwader 1
Das Luftlandegeschwader 1 war ein Verband der Luftwaffe der Wehrmacht im Zweiten Weltkrieg. Es war das einzige Geschwader der Luftwaffe, das mit dem Lastensegler DFS 230 ausgestattet war.

## Aufstellung
Der Stab und die I. Gruppe entstanden am 27. Juli 1940 auf dem Fliegerhorst Hildesheim (Lage). Als Schleppflugzeug für den Lastensegler DFS 230 erhielten sie die Junkers Ju 52/3m und ab September 1942 die Dornier Do 17.
Die II. Gruppe bildete sich am 27. Juli 1940 in Halberstadt (Lage) und hatte als Schleppflugzeug die Junkers Ju 52/3m in ihren Reihen. Ab September 1942 erhielt sie die Avia B-534 und ab April 1943 die Junkers Ju 87.
Die III. Gruppe wurde am 22. August 1940 in Braunschweig-Waggum (Lage) aufgestellt und erhielt die Henschel Hs 126 als Schleppflugzeug.
Im Januar 1943 kam in Langendiebach (Lage) noch eine IV. (Ergänzungs-)Gruppe dazu, die mit der Avia 65 flog. Die vier Gruppen umfassten anfangs jeweils drei Staffeln, ab April 1943 dann jeweils vier. Die Geschwaderkennung war H4.

## Geschichte

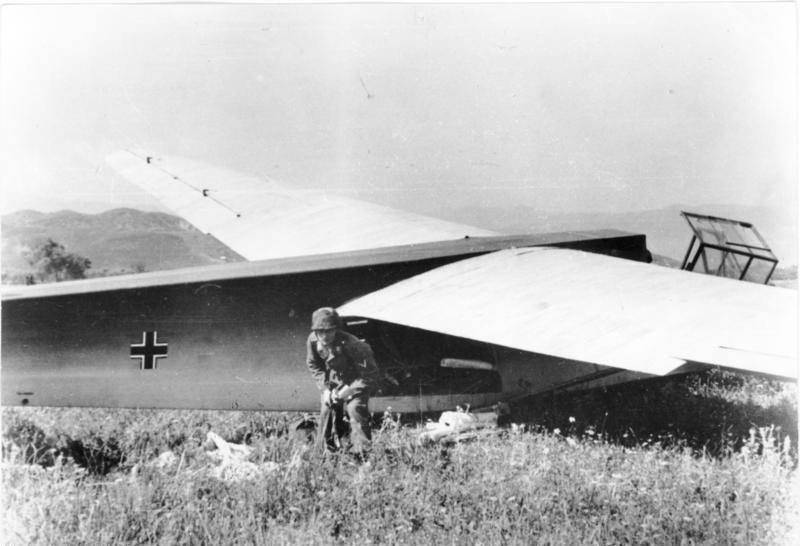
Deutscher Fallschirmjäger vor einem Lastensegler DFS 230 des LLG 1

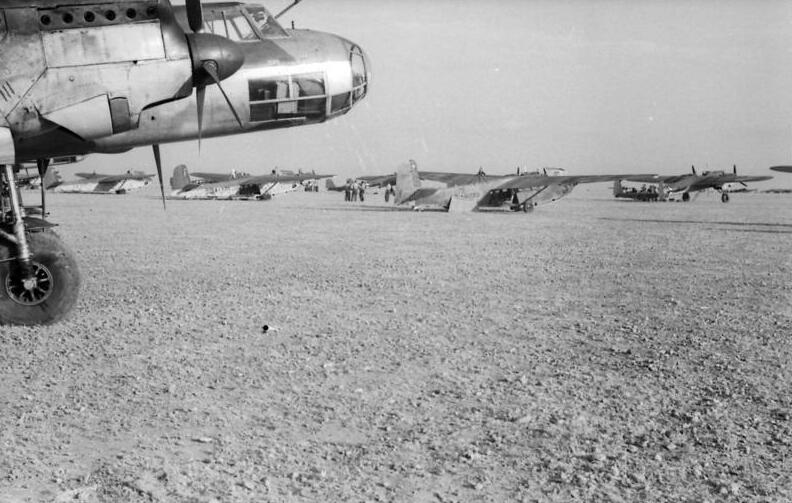
Dornier Do 17E als Schleppflugzeug für DFS-230-Lastensegler des LLG 1, 1943

Nach der Aufstellung des Geschwaders blieb es auf seinen Heimathorsten stationiert. Erst im April 1941 wechselte die I. Gruppe auf den Flugplatz Tanagra (Lage) in Griechenland und bereitete sich auf die Luftlandeschlacht um Kreta vor.  Dazu war sie dem XI. Fliegerkorps der Luftflotte 4 unterstellt. Am 20. Mai brachte sie, in der ersten Welle mitfliegend, Fallschirmjäger auf die Insel. Bei der Landung gingen viele der Lastensegler zu Bruch. Ab Juni war die I. Gruppe wieder zurück in Hildesheim.
Anschließend nahm das Geschwader am Deutsch-Sowjetischen Krieg teil. Bei der am 2. Oktober beginnenden Schlacht um Moskau war die I. Gruppe dem II. Fliegerkorps der Luftflotte 2 unterstellt.
Im Januar 1943 verlegten der Stab, die I. und II. Gruppe nach Saporischschja im Süden der Sowjetunion und führten Versorgungsflüge, zu den eingeschlossenen deutschen Truppen, in den Kessel von Stalingrad durch. Im Februar wechselten die I., II. und IV. Gruppe mit dem Geschwaderstab auf den Flugplatz Kertsch IV (Lage) auf der Halbinsel Kertsch. Von dort aus flogen sie deutsche Soldaten über die Straße von Kertsch aus dem Kaukasus zur Krim. Im April kehrte das Geschwader wieder zurück zu seinen Heimatbasen. Dort löste sich die IV. Gruppe auf.
Im Mai und Juni 1943 ging das Geschwader mit dem Stab und der I. bis III. Gruppe nach Südfrankreich und lag unter anderen auf den Plätzen in Lézignan (Lage), Aix-les-Milles (Lage) und Valence (Lage).
Ab Februar/März 1944 wechselten die II. und III. Gruppe auf den Balkan im Südosten Europas. Dort belegten sie die Plätze in Zirkle (Lage) und Alibunar (Lage) und ab Mai auch in Kruševac (Lage). Dort wurden die Schleppflugzeuge Junkers Ju 87 der II. Gruppe hauptsächlich als Schlachtflugzeuge bei den Bodenkämpfen eingesetzt.
Am 9. September 1944 löste sich das Geschwader auf. Nur die II. Gruppe, die in Nachtschlachtgruppe 10 umbenannt wurde, flog weiter mit ihren Junkers Ju 87. Die restlichen ehemaligen Angehörigen des Geschwaders kamen am Boden in den Endkämpfen des Krieges zum Einsatz.

## Kommandeure

### Geschwaderkommodore
| Dienstgrad     | Name                | Zeit                                   |
| -------------- | ------------------- | -------------------------------------- |
| Oberstleutnant | Gustav Wilke        | 22. Juli 1940 bis August 1941          |
| Generalmajor   | Rüdiger von Heyking | 1. November 1941 bis 24. November 1942 |
| Oberst         | Hans Eggersh        | 7. Dezember 1942 bis September 1944    |

### Gruppenkommandeure
I. Gruppe
- Major Walter Kiess, 21. August 1940 bis Dezember 1940[12]
- Major Karl Stein, Dezember 1940 bis 22. August 1941[13]
- Major Peter Ingenhoven, 22. August 1941 bis 1. Februar 1942 †[14]
- Hauptmann Hans Krug, 14. August 1942 bis 9. September 1944[15]

II. Gruppe
- Hauptmann Arnold Willerding, 21. August 1940 bis 29. Dezember 1940[16]
- Hauptmann Otto Pfister, 30. Dezember 1940 bis 7. Dezember 1941[17]
- Hauptmann Wolfgang Voigt, 7. Dezember 1941 bis Juni 1942
- Hauptmann Ludwig Reeps, 1. Juli 1942 bis Dezember 1942[18]
- Hauptmann Karl-Heinz Schomann, Dezember 1942 bis März 1943
- Hauptmann Hans Schweitzer, März 1943 bis 19. März 1943[19]
- Hauptmann Heinz Trautwein, 20. März 1943 bis 14. Juni 1943[20]
- Major Eberhard Jahnke, 15. Juni 1943 bis 9. September 1944[21]

III. Gruppe
- Major Richard Kupschus, 2. September 1940 bis September 1941[22]
- Hauptmann Eberhard Wildhagen. September 1941 bis 1. Oktober 1941
- Hauptmann Weber, 1. Oktober 1941 bis Oktober 1942[23]
- Hauptmann Gerhard Lange, 10. Oktober 1942 bis 24. Juni 1943[24]
- Hauptmann Josef Karl, 25. Juni 1943 bis ?[25]
- Hauptmann Hans-Günther Nedden, ? bis August 1944
- Major Eberhard Wildhagen, 1. September 1944 bis 18. September 1944[26]

IV. Gruppe
- Walter Scherf, 1943[27]